# فرودگاه شانگناک
فرودگاه شانگناک (به انگلیسی: Shungnak Airport) یک فرودگاه همگانی با کد یاتا SHG است که یک باند فرود شن دارد و طول باند آن ۱۲۱۹ متر است. این فرودگاه در کشور ایالات متحده آمریکا قرار دارد و در ارتفاع ۶۰ متری از سطح دریا واقع شده است.